# Clara Butt
Clara Butt –o Clara Ellen Butt– (Southwick, Sussex, Anglaterra, 1 de febrer de 1872- North Stoke, Oxfordshire, Anglaterra, 23 de gener de 1936) va ser una cèlebre contralt anglesa.
Va néixer a Southwick, Sussex, filla de Henry Albert Butt, un capità marítim, i Clara Hook. Es va criar a Bristol. El 1890 va guanyar una beca per estudiar al Royal College of Music, la Reina Victoria la va becar després per estudiar a París amb Jacques Bouhy, el mestre de Louise Homer i Louise Kirkby Lunn. També va estudiar a Berlín i Itàlia.
Va debutar el desembre de 1892 en el Royal Albert Hall de Londres com a Ursula en la cantata de Sir Arthur Sullivan The Golden Legend i després en Orfeu i Euridice, de Gluck, per la qual va rebre una bona crítica de Bernard Shaw. Aquesta va ser l'única òpera en la qual va cantar.
Camille Saint-Saëns la va voler per a Dalila, però les lleis victorianes que vedaven temes bíblics en els escenaris britànics li ho van impedir. Admirada sobretot pels oratoris de George Frideric Handel i Felix Mendelssohn, es va popularitzar com a cantant de balades, Així, Edward Elgar li va compondre el cicle de cançons Sea Pictures per a contralt i orquestra, que va estrenar el 1899 dirigida pel mateix compositor.
Va fer gires per Austràlia, Japó, Canadà, Europa i Estats Units. Durant la Primera Guerra Mundial va participar en obres de caritat i concerts a les tropes i va ser condecorada com a Dama de l'Imperi Britànic el 1920.
Es va casar el 1900 amb el baríton Kennerley Rumford, amb qui va tenir tres fills.